# Kalomira

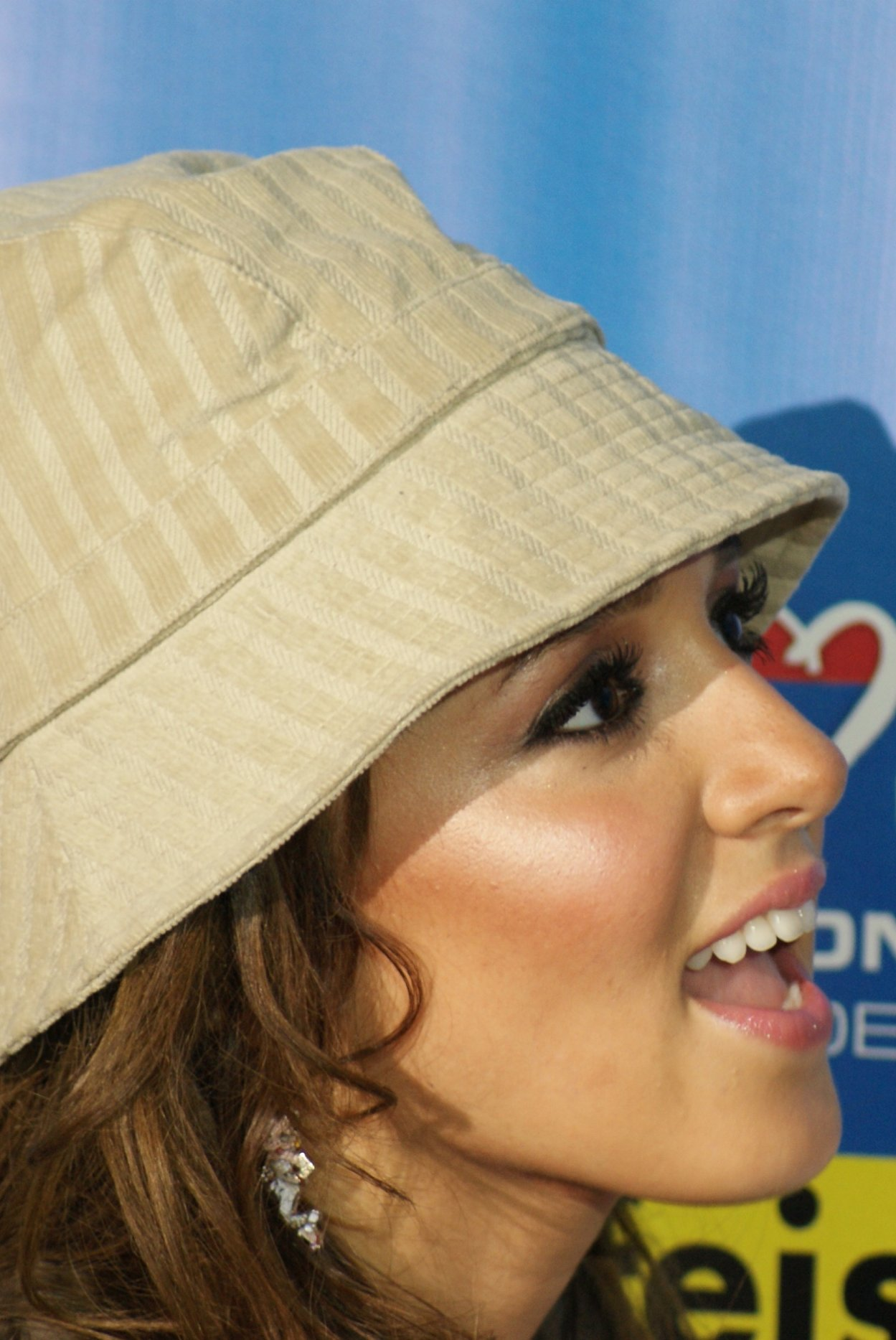
Kalomira v Bělehradě (2008)

Kalomira Sarantis (řecky Καλομοίρα Σαράντη) rozená Maria Kalomira Carol Sarantis přezdívána Kalomira či Kalomoira (* 31. ledna 1985, West Hempstead, New York, USA), je řecko-americká zpěvačka a moderátorka, známá díky účasti v druhé řadě řecké televizní talentové show Fame Story a reprezentaci Řecka na Eurovision Song Contest 2008 v Bělehradě, kde s písní "Secret Combination" obsadila třetí místo. Do roku 2013 vydala čtyři alba a moderovala několik televizních pořadů.

## Biografie

### Počátky
Kalomira Maria "Carol" Sarantis se narodila v New Yorku rodičům řeckého původu. Nikolaos a Eleni Sarantis jsou vlastníky restaurace v samosprávné čtvrti West Hempstead.
Od malička Kalomira inklinovala k umění; často se účastnila školních divadelních představení, muzikálů a soutěží. Devět let studovala hru na violu a hrála ve školním orchestru.
Na rad své sestřenice se zúčastnila hudební soutěže rádia WBLI, v níž skončila na druhém místě. Díky získané popularitě několikrát vystupovala s týmem řady známých amerických umělců (Jessica Simpson, LL Cool J či Jennifer Love Hewitt). Mimo to studovala hudbu na Adelphi University na Long Islandu.

### Fame Story (2003 - 2004)
V roce 2003 se Kalomira přihlásila do druhé řady talentové soutěže Fame Story řecké televize ANT1, která pořádala casting i v New Yorku. Mladá Kalomira se stala jednou ze dvou postupujících a odjela do Řecka. V soutěži zvítězila a obdržela hudební smlouvu s vydavatelstvím Heaven Music.

#### Vystoupení
- Casting: "Μία φορά και ένα καιρό"
- 1. týden: "Stand by Me" (& Giorgos Hristou)
- 2. týden: "H Γκαρσόνα" (& Savvina)
- 3. týden: "Γατούλα"
- 4. týden: "Ανάβεις φωτιές" (& Maro Lytra)
- 5. týden: "Dancing Queen" (& Giorgos Hristou)
- 6. týden: "Woman In Love" (& Maro Lytra)
- 7. týden: "Ένα πρωινό"
- 8. týden: "La Isla Bonita"
- 9. týden: "Gucci των Μασάι" (& Nikos Mihas)
- 10. týden: "Γιατί Φοβάσαι"
- 11. týden: "Περιττός"
- 12. týden: "Oops!... I Did It Again"
- 13. týden: "Εϊ Καζανόβα"
- Finále: "Express Yourself"

### První alba (2004 - 2006)
Zatímco Kalomira nahrála své debutové album, vystupovala několik týdnů v Thessaloniki. Současně se v Americe objevila v pořadech Today Show' a Access Hollywood (NBC) či ve Fox News, Washington Post a New York Times.
Prvního září 2004 bylo vydáno debutové album Kalomira. Zpěvačka jeho prodej podpořila řeckým turné. Nahrávka zanedlouho obdržela zlatou desku. Magazín Life & Style označil Kalomiru za nejlepší novou umělkyni roku, a ještě si stihla zahrát roličku v řeckém seriálu I Lampsi.
V roce 2005 vydala druhé album Paizeis?, na němž se současně autorsky podílela. Vydání doprovodila vystoupením po boku Constantina Christoforou a dalších umělců v řeckém klubu Piraeus 130. Kromě původních písní zazpívala i hity od Pussycat Dolls či Black Eyed Peas. V dubnu byla speciálním hostem bulharské odnože reality show Star Academy
Moderátorký debut si následně odbyla po boku Grigora Arnaoutoglou v nedělní noční zábavné show Pio Poli Tin Kiriaki televize Mega Channel. V prosinci pak vydala speciální CD coververzí hitů z klasických řeckých ilmů I Kalomira Paei Cinema.

### Eurovize (2007 - 2009)

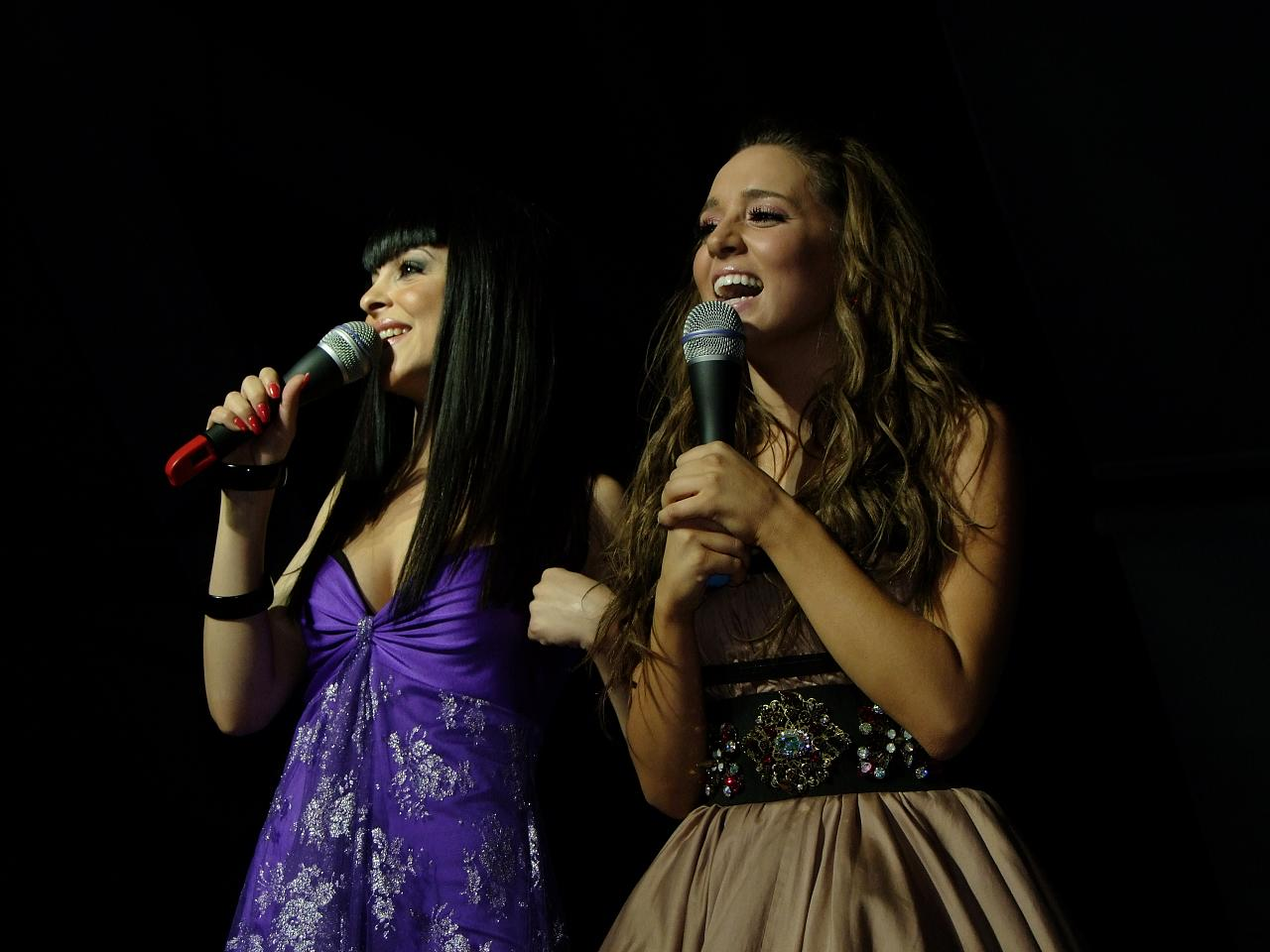
Kalomira vystupuje s Evdokií Kadi v Bělehradě.

Koncem roku 2007 byla zpěvačka svým vydavatelstvím nominována do řeckého národního kola Eurovize2008. S řecky znějícím R&B hitem "Secret Combination" 27. února 2008 zvítězila a během března a dubna absolvovala evropskou propagační tour.
Na Eurovizi v Bělehradě nejprve Kalomira 20. května postoupila z prvního semifinálového kola (po zveřejnění plných výsledků se ukázalo, že v něm obsadila první místo), a 24. května ve velkém finále skončila třetí se ziskem 218. bodů. Porazili ji pouze Dima Bilan z Ruska a Ani Lorak z Ukrajin.
Několik dní po evropském finále byla vydána čtvrtá deska Secret Combination, The Album", obsahující mimo řeckých a anglických tracků také soutěžní singl.
Po vydání alba zpěvačka přerušila kariéru, aby se v New Yorku věnovala rodině. Její otec později v rozhovoru pro Downtown Magazine uvedl, že se Kalomira stala obětí velké neúcty ze strany vydavatelství Heave Music, a možná se již ke zpěvu nevrátí.
Zanedlouho se však zpěvačka vrátila k veřejnému životu, když přijala nabídku moderovat řeckou televizní show Big In Japan.
V roce 2009 trávila čas vystupováním v řeckých klubech v USA a Kanadě.

### Současnost (2010 - )
V lednu 2010 se Kalomira stala mluvčí obchodního řetězce Dominos Pizza. Současně měla moderovat řeckou odnož pěvecké show Idol na stanici Alpha TV, ale nakonec odmítla.
Na Twitteru zpěvačka oznámila, že začala pracovat na novém studiovém albu. V březnu přes pochyby obnovila kontrakt s Heaven Music a vydala singl "Please Don't Break My Heart" s rapperem Fatman Scoopem.

## Osobní život
Od září 2010 je Kalomira vdaná za řecko-amerického podnikatele George Bousalise.
14. prosince 2012 porodila dvojčata - chlapce.

## Diskografie

### Alba
| Rok  | Název                        | Ocenění     |
| ---- | ---------------------------- | ----------- |
| 2004 | Kalomira                     | Zlatá deska |
| 2005 | Paizeis?                     |             |
| 2006 | I Kalomira Paei Cinema       |             |
| 2008 | Secret Combination the Album |             |
| 2013 | ?                            |             |

### Singly
| Rok  | Název                         | Album                        | Detaily                         |
| ---- | ----------------------------- | ---------------------------- | ------------------------------- |
| 2006 | "Gine Mazi Mou Paidi"         |                              | Řecký charitativní singl        |
| 2008 | "Secret Combination"          | Secret Combination the Album | Řecký zástupce na Eurovizi 2008 |
| 2010 | "Please Don't Break My Heart" |                              | & Fatman Scoop                  |
| 2010 | "I Do"                        | "I Do"                       |                                 |
| 2011 | "This Is The Time"            |                              |                                 |
| 2012 | "Other Side Tonight"          |                              |                                 |